# Re (nota)
Il re (raramente rè) è una nota musicale della scala diatonica fondamentale (l'unica scala priva di diesis e di bemolle, nei suoi diversi sette modi), in particolare è la seconda nota (sopratonica) della scala maggiore di Do, ma anche la quarta nota della scala minore di La, ed in generale è presente in tutti i 7 modi della scala diatonica fondamentale.
La frequenza del re della 3ª ottava (quello immediatamente al di sopra del do centrale) è approssimativamente di 293.665 hertz.
Nella notazione in uso nei paesi di lingua inglese e tedesca, il re corrisponde alla nota D.